# Radio Silence
Radio Silence (с англ. — «Радиомолчание») — первый студийный альбом Бориса Гребенщикова (БГ). Был выпущен в Европе на лейбле CBS Records 22 мая 1989 года, а в США — Columbia Records 14 июня 1989 года.
Альбом записывался в Лондоне, Монреале, Нью-Йорке и Лос-Анджелесе в течение полутора лет с 1988 по 1989 год. Продюсером являлся Дэвид Стюарт (Eurythmics). Все песни записаны на английском языке, за исключением «Молодых львов» и стихов Николая Гумилёва, использованных в песне «Китай». Вся музыка и тексты придуманы Гребенщиковым, кроме композиции «Death of King Arthur» (рус. «Смерть короля Артура») — в ней использованы стихи Томаса Мэлори. В записи принимали участие музыканты «Аквариума» Александр Титов (бас-гитара), Андрей Романов (флейта, вокал) и Пётр Трощенков (ударные), а также Дэвид Стюарт (гитара) и Энни Ленокс (вокал) из Eurythmics, Сиобан Стюарт (вокал) из Bananarama, Крисси Хайнд (вокал) из The Pretenders, Рэй Купер (ударные) и другие исполнители.
Альбом на две недели (с 26 августа по 9 сентября 1989 года) занял 198-е место в хит-параде Top Pop Albums (ныне — Billboard 200) американского журнала Billboard. В США первый тираж альбома составил 100 тысяч экземпляров.

## История создания
История создания этого альбома началась в конце 1987 года, когда Борисом Гребенщиковым заинтересовались американские продюсеры Марина Алби и Кенни Шаффер из фирмы Belka International. Они смогли убедить крупную компанию «Межкнига» сделать Борису визу в США. При их же посредничестве 20 марта 1988 года был подписан контракт БГ с компанией CBS на выпуск восьми альбомов. Практически всю весну и лето 1988 года шла работа над альбомом Radio Silence, международная премьера которого состоялась в ноябре того же года. Широкий выпуск пластинки начался в июне 1989 года.
Борис Гребенщиков об альбоме:

Критики в России не любят Radio Silence за то, что это а) не похоже на «Аквариум», б) не взяло везде первого места, тем самым подтвердив бы примат советского рока над всем остальным, и в) вообще не по-митьковски. Они правы. Они, как всегда, ничего не поняли.

RS фактически развалил благодушествующий от собственного успеха (с осени 86-го мы перемещались со стадиона на стадион под такие бурные овации, как будто лично отменили советскую власть) и промитьковавшийся «Аквариум» и поставил нас лицом к лицу с реально существующим всем остальным миром.

<…>

После 11 альбомов «Аквариума» ехать в Нью-Йорк записывать 12-тый альбом того же самого было бы довольно странно. Случайная встреча с Дэйвом Стюартом в Лос-Анджелесе определила музыкальное направление моего «американского альбома», потому что Eurythmics, по определённым причинам, занимали тогда в моём мире чрезвычайное место.

Все песни, кроме двух («Молодые львы» и «Китай»), написаны на английском языке. Процесс создания альбома, зафиксированный на плёнку Майклом Аптедом, показан в документальном фильме «Долгая дорога домой» (англ. Long Way Home).
Александр Градский ставил песни из альбома в эфир своей радиопрограммы «Хит-парад Александра Градского».

## Список композиций
Музыка и текст во всех песнях — БГ, кроме специально отмеченных:
1. «Radio Silence»
2. «The Postcard»
3. «The Wind»
4. «The Time»
5. «Winter»
6. «That Voice Again»
7. «Молодые Львы»
8. «Fields of My Love»
9. «Death of King Arthur»
10. «Real Slow Today»
11. «Mother»
12. «Китай» (Вертинский — Гумилев)

Запись была произведена в следующих студиях:
- 1 — The Hit Factory (Нью-Йорк)
- 2, 3, 6, 8, 10, 11 — Church Studios (Лондон)
- 3, 11 — Chapel Studios (Лос-Анджелес)
- 4, 5 — Orca Studios (Лос-Анджелес)
- 7 — Reb Bus Studios (Лондон)
- 9, 12 — Le Studio (Морин Хейтс, Квебек)

## Участники записи
- Борис Гребенщиков — вокал, гитара
- Дэйв Стюарт — гитара
- Олле Ромо — ударные, синтезатор
- Энни Леннокс — вокал (3, 10, 11)
- Александр Титов — бас-гитара (3, 4, 8—11)
- Майкл Камен — гобой (3)
- Шивон Стюарт — бэк-вокал (4, 8)
- Патрик Сеймур — клавишные (4, 6, 8, 11)
- Билли Маккензи — бэк-вокал (6)
- Дэррил Уэй — скрипка (6, 8)
- Чучо Мэрчен — бас-гитара (7)
- Харри Дин Стэнтон — вокал (8)
- Джон Стюарт, Кенни Смит — бэк-вокал (8)
- Рэй Купер — перкуссия (8, 10, 11)
- Дерек — мегафон (8)
- Пётр Трощенков — ударные (9)
- Всеволод Гаккель — вокал (9)
- Андрей Романов — флейта, вокал (9)
- Крисси Хайнд, Дженис Джеймсон, Чарли Уилсон — вокал (10, 11)
- Дэйв Пльюс — тромбон (10, 11)

## Издания[12]
| Регион         | Дата | Лейбл                 | Формат | Каталог                |
| -------------- | ---- | --------------------- | ------ | ---------------------- |
| США            | 1989 | Columbia              | LP     | C 44364, FC 44364      |
| США            | 1989 | Columbia              | CD     | CK 44364               |
| Европа         | 1989 | CBS                   | CD     | 465083 2               |
| Япония         | 1989 | CBS/Sony              | CD     | 25DP 5648              |
| США Канада     | 1989 | Columbia              | CD     | BFCK-44364             |
| США            | 1989 | CBS                   | CS     | FCT 44364              |
| Великобритания | 1989 | CBS                   | CS     | 465083 4               |
| Югославия      | 1989 | CBS                   | CS     | MKA 1001               |
| Япония         | 1989 | CBS/Sony              | CS     | 25KP 5648              |
| Великобритания | 1989 | CBS                   | LP     | 465083 1               |
| Нидерланды     | 1989 | CBS                   | LP     | 465083 1               |
| Бразилия       | 1989 | Discos CBS            | LP     | 177.176                |
| Югославия      | 1989 | CBS                   | LP     | MKA 1001               |
| Австралия      | 1989 | CBS                   | LP     | 465083 1               |
| Испания        | 1989 | CBS                   | LP     | 465083 1               |
| Россия         | 1993 | Сестра                | LP     | 30009                  |
| Россия         | 1996 | Триарий               | CD     | AM068                  |
| Украина        | 1998 | Moroz Records Триарий | CS     | TR 98345 MC AM 068 MCB |
| Россия         | 1999 | Moroz Records Триарий | CD     | dTR 08098 CD AM 068 B  |

## Факты
- В мае 1989 года был снят клип на песню «Radio Silence» выпущенную 22 мая 1989 (первая песня, написанная и записанная для альбома). Сама эта песня поднялась до 5-го места в чартах современного рока журнала Billboard.
- Альбом был выпущен на CD, виниловых грампластинках и компакт-кассетах. К альбому вышли 2 сингла:

| «Radio Silence»                                                                    | «The Postcard» |
| ---------------------------------------------------------------------------------- | --- |
| Maxi Single                                                                        | Maxi Single |
| A 1. «Radio Silence» (3:56)B 2. «Молодые Львы» (3:36) 3. «That Voice Again» (5:42) | A 1. «The Postcard» (7" edit) (3:45) 2. «That Voice Again» (5:42)B 3. «Winter» (3:17) 4. «The Postcard» (LP version) (4:31) |
| 7" single                                                                          | 7" single |
| A 1. «Radio Silence» (3:56)B 2. «That Voice Again» (5:42)                          | A 1. «The Postcard» (7" edit) (3:45)B 2. «That Voice Again» (5:42)                                                          |

- Помимо американского, было выпущено японское издание альбома, предварённое выпуском EP (промопластинки)[15], содержащей песни «Radio Silence» и «That Voice Again». В России альбом вышел на компакт-диске только в 1996 году, причём его первый тираж, сделанный на основе бракованной фонограммы, был почти полностью уничтожен[16].
- Песня «Death of King Arthur» входила в концертно-студийный альбом «Аквариума» — «Электричество».
- Песня «Молодые львы» вышла как бонус-трек в альбоме «Феодализм» в концертном варианте.
- Песня «Китай» вошла в альбом Гребенщикова «Песни Александра Вертинского».
- Чуть позже Гребенщиков признался, что во время записи это альбома испытывал безденежье и ему приходилось продавать компакт-диски[17].